# Marie Ault
Marie Ault (Wigan, 2 settembre 1870 – Londra, 9 maggio 1951) è stata un'attrice britannica di cinema e di teatro.

## Biografia
Nata a Wigan, nel Lancashire, Mary Ault fu protagonista di molti film inglesi muti ma viene ricordata soprattutto per la sua interpretazione della madre di Daisy Bunting ne Il pensionante (1927), uno dei più noti film del periodo inglese di Alfred Hitchcock.
Marie Ault ebbe una piccola parte anche ne La taverna della Giamaica (1939) e in Cesare e Cleopatra (1945), il film di Gabriel Pascal che mette in scena l'omonima opera teatrale di George Bernard Shaw.
Morì a Londra, il 9 maggio 1951 all'età di 80 anni.

## Filmografia parziale
- Class and No Class, regia di W.P. Kellino (1921)
- Wee MacGregor's Sweetheart, regia di George Pearson (1922)
- A Prince of Lovers, regia di Charles Calvert (1922)
- If Four Walls Told, regia di Fred Paul (1922)
- L'ultima danza (Woman to Woman), regia di Graham Cutts (1923)
- The Starlit Garden, regia di Guy Newall (1923)
- The Monkey's Paw, regia di H. Manning Haynes (1923)
- Paddy the Next Best Thing, regia di Graham Cutts (1923)
- The Colleen Bawn, regia di W.P. Kellino (1924)
- Il peccato della puritana (The Prude's Fall), regia di Graham Cutts (1924)
- Children of the Night No. 2, regia di Charles Calvert (1925)
- The Rat, regia di Graham Cutts (1925)
- The Triumph of the Rat, regia di Graham Cutts (1926)
- Il pensionante (The Lodger: A Story of the London Fog), regia di Alfred Hitchcock (1927)
- Roses of Picardy, regia di Maurice Elvey (1927)
- Madame Pompadour, regia di Herbert Wilcox (1927)
- Hindle Wakes, regia di Maurice Elvey (1927)
- The Silver Lining, regia di Thomas Bentley (1927)
- Yellow Stockings, regia di Theodor Komisarjevsky (1928)
- Virginia's Husband, regia di Harry Hughes (1928)
- Dawn, regia di Herbert Wilcox (1928)
- Victory, regia di M.A. Wetherell (1928)
- The Rolling Road, regia di Graham Cutts (1928)
- Mademoiselle from Armentieres, regia di Maurice Elvey (1928)
- God's Clay, regia di Graham Cutts (1928)
- A Daughter in Revolt, regia di Harry Hughes (1928)
- Life, regia di Adelqui Migliar (1928)
- Nachtgestalten, regia di Hans Steinhoff (1929)
- The Return of the Rat, regia di Graham Cutts (1929)
- Kitty, regia di Victor Saville (1929)
- Downstream, regia di Giuseppe Guarino (1929)
- Peace and Quiet, regia di Frank Richardson (1931)
- Third Time Lucky, regia di Walter Forde (1931)
- The Speckled Band, regia di Jack Raymond (1931)
- Contraband Love, regia di Sidney Morgan (1931)
- It Happened One Sunday, regia di Carl Lamac (1944)
- Spirito allegro (Blithe Spirit), regia di David Lean (1945)
- The Three Weird Sisters (1948)
- No Room at the Inn (1948)
- Rivederti ancora (Madness of the Heart), regia di Charles Bennett (1949)
- Cheer the Brave di Kenneth Hume (1951)

## Spettacoli teatrali (parziale)
- Rutherford & Son di K. G. Sowerby